# يوريديما دومينولوس
يوريديما دومينولوس (الاسم العلمي:Eurydema dominulus)، ويعرف أيضاً باسمه الشائع البق المطلي، هو نوع من الحشرات يتبع جنس Eurydema، وُصف هذا النوع لأول مرة في عام 1911.
تصيب هذه الحشرة نبات الملفوف وهي ذات لون برتقالي وأسود واضح. 
ويعرف هذا النوع بأنه آفة للخضروات الصليبية، مثل الملفوف الصيني والفجل الياباني والوسابي.